# 회동초등학교
회동초등학교는 대한민국 부산광역시 금정구 회동동에 있었던 공립 초등학교이다. 학생 수가 지속적으로 줄어들어, 2018년 2월 28일에 폐교되었다.

## 학교 연혁
- 1982년 3월 1일 회동국민학교 인가(30학급 편성)
- 2000년 7월 20일 학내전산망 구축 완료
- 2001년 7월 11일 학교도서실, 연혁실 개관
- 2002년 2월 20일 제20회 졸업식
- 2002년 3월 2일 17학급(특수 1 포함) 편성
- 2003년 2월 20일 제21회 졸업식(71명)(총 3431명)
- 2003년 3월 3일 16학급(특수 1 포함) 편성
- 2004년 2월 20일 제22회 졸업식(76명)(총 3507명)
- 2004년 3월 2일 16학급(특수 1 포함) 편성
- 2004년 6월 1일 모둠학습실 설치
- 2005년 2월 18일 제23회 졸업식(76명)(총 3583명)
- 2005년 3월 2일 15학급(특수 2 포함) 편성
- 2006년 2월 20일 제24회 졸업식(57명)
- 2006년 3월 2일 15학급(특수 2 포함) 편성
- 2006년 9월 1일 제11대 정현섭 교장 부임
- 2007년 2월 21일 제25회 졸업식(42명)(총 3682명)
- 2007년 3월 2일 15학급(특수 2 포함) 편성
- 2007년 3월 14일 어학실 개관
- 2007년 11월 2일 회동글마루도서관 개관
- 2008년 2월 21일 제26회 졸업식(64명)(총 3746명)
- 2008년 3월 2일 15학급(특수 2 포함) 편성
- 2008년 9월 1일 제12대 김병기 교장 부임
- 2009년 2월 9일 교내 CCTV 설치
- 2009년 2월 21일 제27회 졸업식(77명)
- 2009년 3월 2일 14학급(특수 2 포함) 편성
- 2009년 4월 10일 UP스쿨협약 체결(경륜공단)
- 2009년 5월 19일 학교 담장 및 교실계단 벽화 그리기
- 2009년 9월 10일 독서통장 시스템 구축
- 2009년 9월 25일 보건실 리모델링 공사
- 2009년 12월 3일 UP스쿨협약 체결(욱성화학)
- 2010년 2월 20일 제28회 졸업식(43명)
- 2010년 3월 1일 12학급(특수 1 포함) 편성
- 2010년 3월 22일 디지털 영어E도서관 구축
- 2010년 10월 15일 영어체험실 개관(2실)
- 2011년 2월 18일 제29회 졸업식
- 2011년 3월 1일 10학급(특수 1 포함) 편성
- 2011년 3월 1일 제13대 김정호 교장 부임
- 2011년 8월 31일 교육환경 개선사업 완료
- 2011년 10월 1일 We-center 준공식
- 2012년 2월 15일 제30회 졸업식(38명)
- 2012년 8월 17일 교육청 주관공사(5건) 및 놀이시설 개선 공사 완공
- 2013년 2월 15일 제31회 졸업식(29명)(총 3973명)
- 2014년 2월 17일 제32회 졸업식(29명)(총 4002명)
- 2014년 2월 21일 교직원 및 학생 화장실 현대화 사업 완료
- 2014년 3월 1일 7학급(특수 1 포함) 편성
- 2015년 2월 19일 제34회 졸업식(15명)(총 4017명)
- 2015년 3월 1일 7학급(특수 1 포함) 편성
- 2015년 3월 1일 제14대 손순익 교장 부임
- 2016년 2월 19일 제35회 졸업식(19명)(총 4036명)
- 2016년 3월 1일 7학급(특수 1 포함) 편성
- 2017년 2월 17일 제36회 졸업식(2명)(총 4038명)
- 2017년 3월 1일 7학급 편성
- 2017년 3월 1일 제15대 황명숙 교장 부임
- 2017년 3월 21일 전교사 학부모 수업공개, 학부모 연수 및 총회 실시
- 2018년 2월 28일 폐교[1]

## 학교 동문
- 지민

## 참고 자료
- 회동초등학교 - 한국교육학술정보원 학교알리미